# Pedro Lamy
José Pedro Lamy Mourao Viçoso cunoscut mai bine ca Pedro Lamy (n. 20 martie 1972) este fost pilot de curse auto portughez care a evoluat în Campionatul Mondial de Formula 1 între anii 1993 și 1996.

## Cariera în Formula 1
| Sezon | Echipă                  | Puncte | Loc clasament general |
| ----- | ----------------------- | ------ | --------------------- |
| 1993  | Team Lotus              | 0      | -                     |
| 1994  | Team Lotus              | 0      | -                     |
| 1995  | Minardi Scuderia Italia | 1      | 18                    |
| 1996  | Minardi Team            | 0      | -                     |